# Six Gun Mesa
Six Gun Mesa è un film del 1950 diretto da Wallace Fox.
È un western statunitense con Johnny Mack Brown, Gail Davis, Riley Hill e Leonard Penn.

## Produzione
Il film, diretto da Wallace Fox su una sceneggiatura di Adele Buffington, fu prodotto dallo stesso Fox per la Monogram Pictures e girato nel marzo 1950.

## Distribuzione
Il film fu distribuito negli Stati Uniti dal 30 aprile 1950 al cinema dalla Monogram Pictures.

## Promozione
Le tagline sono:
- IT'S WAR ON LAND GRABBERS
- OUTLAW GOLD STRIKES! PIONEER RANGE WAR!
- OUTLAWS WAR ON WAGON TRAINS! Johnny's guns back the pioneers...in the heart of killer-country!
- MURDER Hides OuTlaw Gold Strike!...Killers rule "homestead lands"...till Johnny's trigger starts talking!
- GOLD-FILLED "HOMESTEAD" LANDS HELD BY OUTLAW GUNS! Wild western thrills...as Johnny blasts killer-gangs to keep the covered wagons rolling!